# Pusur River
Pusur River är en flodgren i Bangladesh. Den ligger i den södra delen av landet, 220 km söder om huvudstaden Dhaka.
Runt Pusur River är det ganska tätbefolkat, med 166 invånare per kvadratkilometer.